# Кальнали
Кальнали (исп. Calnali) — посёлок и административный центр одноимённого муниципалитета в мексиканском штате Идальго. 

## Общие сведения
Среднегодовая температура 19 °C, количество осадков от 1800 до 2500 мм в год.
Основные сельскохозяйственные культуры выращиваемые на полях — кукуруза, вишня, лимон.
По состоянию на 2000 год протяжённость автомобильных дорог 80300 км, из них 18000 км с твёрдым покрытием.

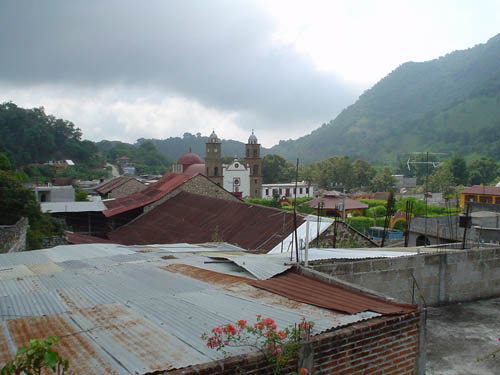
Вид на посёлок